# MOLアレーナ・ショーシュトー
MOLアレーナ・ショーシュトー（MOL Aréna Sóstó）は、ハンガリー・セーケシュフェヘールヴァールにある多目的スタジアム。主にサッカーの試合で使用される。

## 概要
2014年11月にセーケシュフェヘールヴァールの市長が新スタジアム建設計画を公表し、2016年11月23日、計画の遅延などが重なったため、大幅に着工が遅れたが、この日に正式にスタジアムの建設が開始された。
2018年11月21日、ネムゼティ・バイノクシャーグIの第6節MOLヴィディ対ウーイペシュトFC戦で落成式が行われ、ホームのMOLヴィディが1-0で勝利を収めた。また、同日に命名権を取得した国内のガス会社であるMOLによって、MOLアレーナ・ショーシュトー（MOL Aréna Sóstó）へと名称が改名された。
2021年3月から6月にかけてはUEFA U-21欧州選手権2021の会場のうちの一つに選ばれ、合計5試合が行われた。

## ギャラリー

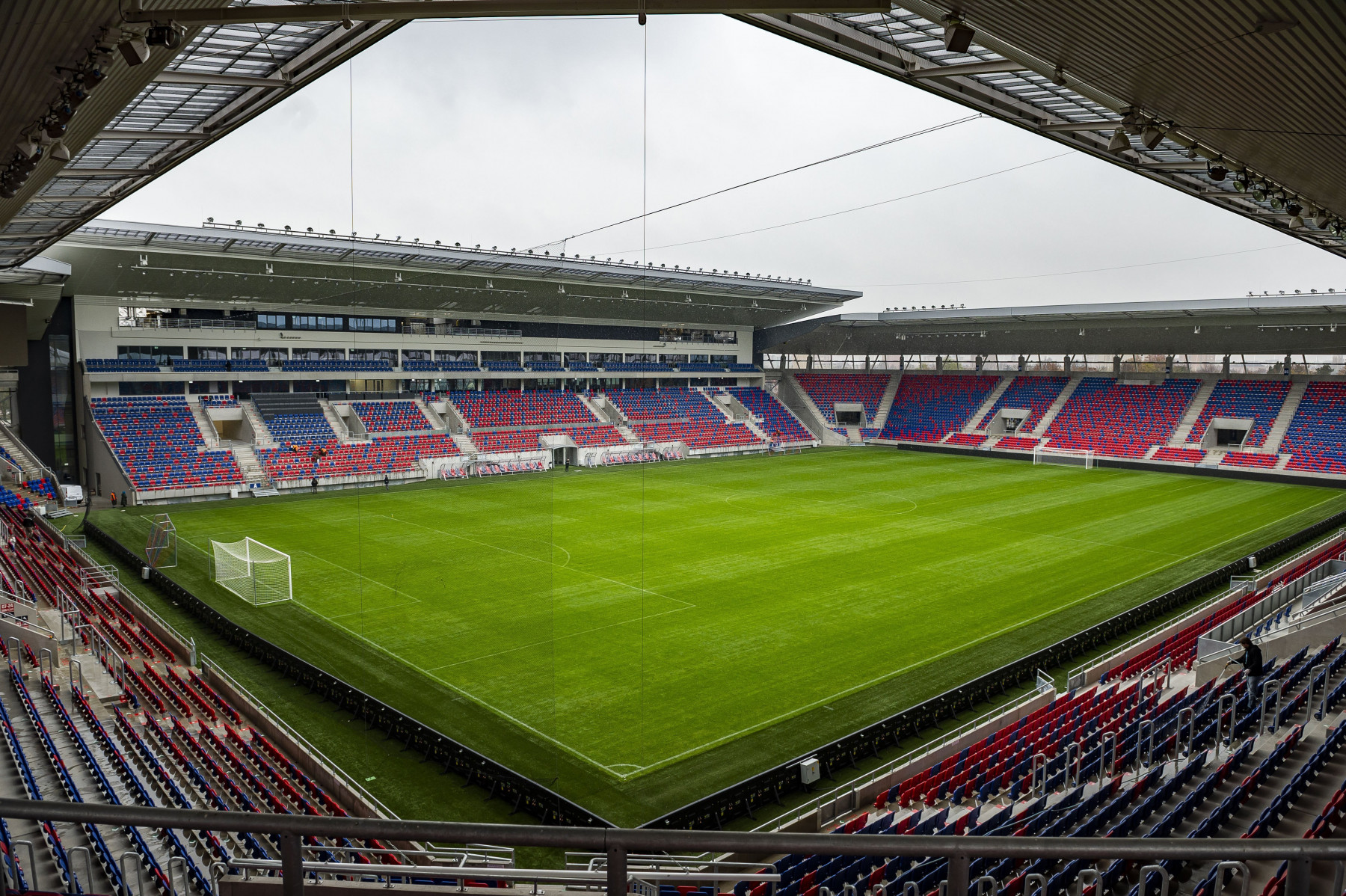
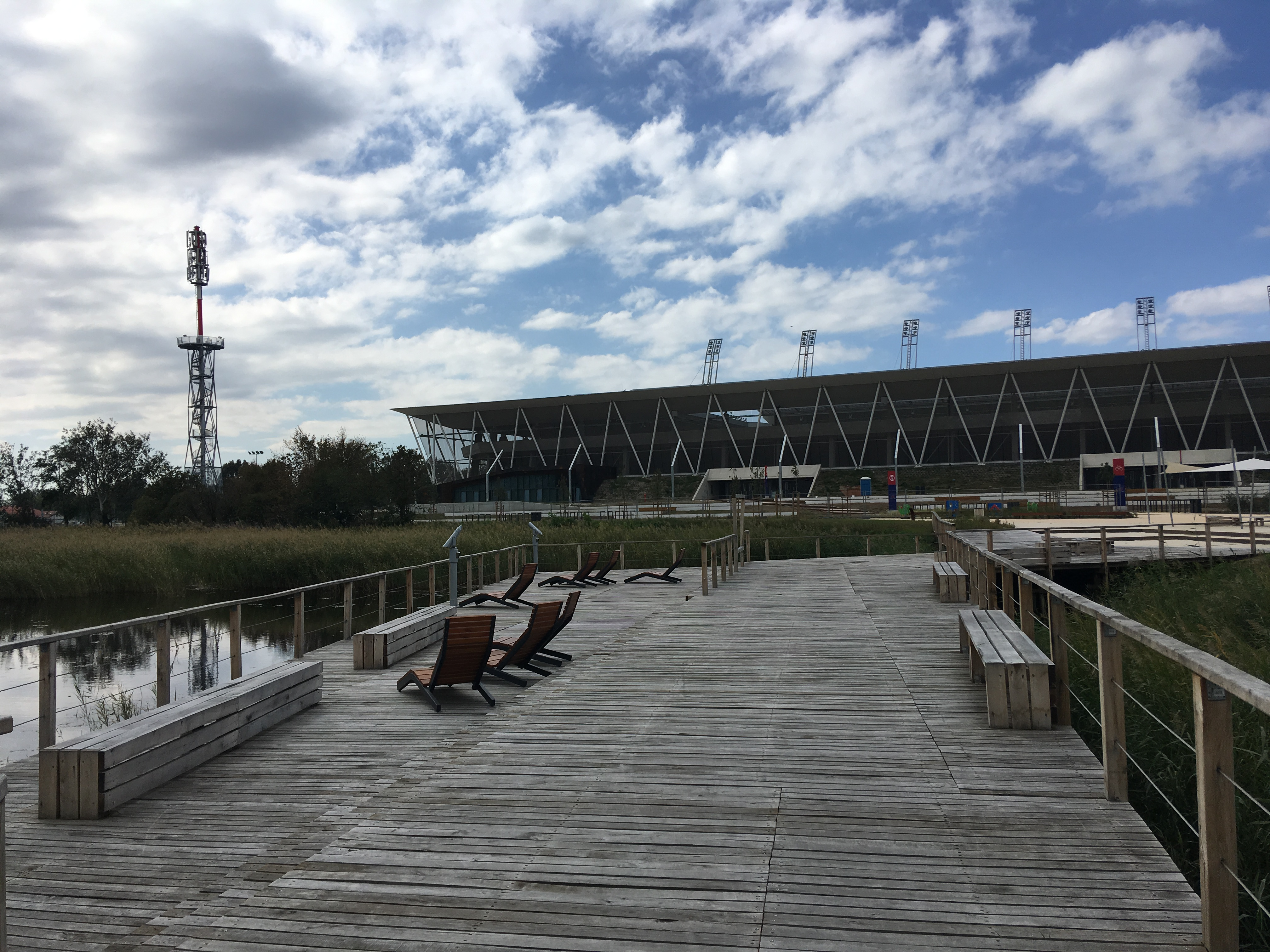